# 长方方额蟹
长方方额蟹（学名：Pyxidognathus deianira）为方蟹科方额蟹属的动物。分布于爪哇及丹老群岛以及中国大陆的海南岛等地，生活环境为海水，多栖息于半咸水地区红树林的泥滩沼泽中。